# Bryolymnia ranapa
Bryolymnia ranapa là một loài bướm đêm trong họ Noctuidae.